# Antheropeas wallacei
Espèce
Antheropeas wallacei est une espèce de plantes à fleurs de la famille des composées (Asteraceae). Certains auteurs considèrent que c'est son synonyme, Eriophyllum wallacei, qui est le nom valide de cette espèce. C'est une plante originaire des États-Unis.

## Description morphologique

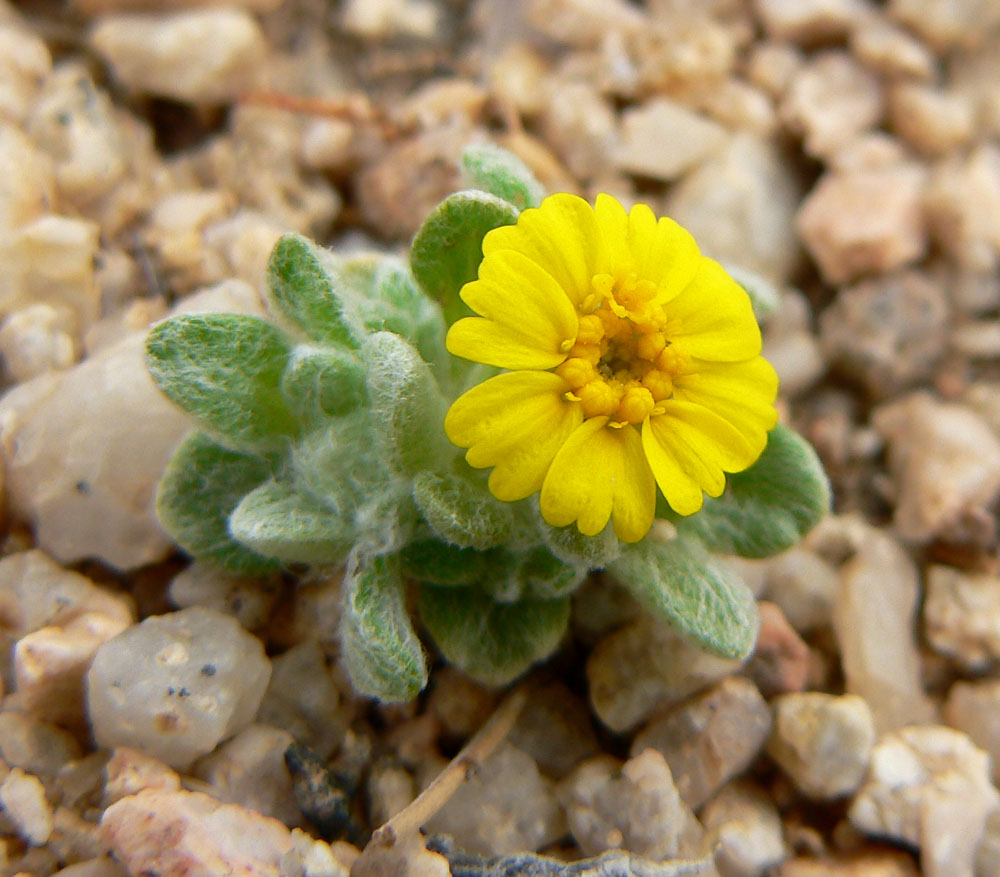
Détail d'un capitule produit par un très petit Antheropeas wallacei.

### Appareil végétatif
Cette plante laineuse est très petite (de 1 à 10 cm de hauteur). Les tiges courtes sont velues et d'aspect grisâtre. Les feuilles qui mesurent 2 cm de longueur en moyenne, sont ovales

### Appareil reproducteur
La floraison a lieu entre mars et juin. Les années sèches, cette espèce annuelle est capable de produire leur premier capitule alors que l'individu ne mesure encore que 6 mm de hauteur. Dans des conditions plus humides, les tiges sont plus longues, parfois même ramifiées, portent davantage de capitules et produisent davantage de graines.
L'inflorescence est un petit capitule jaune doré de 6 mm de diamètre : 5 à 10 petits fleurons ligulés de 3 mm de longueur, un peu ovalisés, entourent un petit nombre de fleurons tubulaires.
Le fruit est un akène sombre, étroit, portant à son extrémité quelques écailles courtes.

## Répartition et habitat
Antheropeas wallacei vit dans quelques états du sud-ouest des États-Unis : Californie, Utah et Arizona.
Elle pousse sur les sols sableux ou caillouteux des zones désertiques.

## Systématique
Synonyme : Eriophyllum wallacei.